# Эбуллизм
Эбуллизм — медицинский термин, обозначающий процесс, заключающийся в образовании пузырьков во всех жидкостях человеческого тела под воздействием вакуума или слишком разрежённой среды. Это вызывает множество отёков и вздутий, что, в свою очередь, может привести к летальному исходу.

## Симптомы
Симптомы эбуллизма включают в себя образование пузырьков в области рта и глаз, кожи и крови. Циркуляция крови и дыхание человека может быть затруднено или вообще остановлено. Активность мозга снижается из-за недостатка кислорода.